# Serenade (Penderecki)
Serenade is een compositie van Krzysztof Penderecki.
Penderecki deelde mee dat deze serenade eigenlijk bestaat uit twee losse werkjes. Het Passacaglia (circa 3 minuten) is geschreven in 1996 en het Larghetto (zeven minuten) een jaar later. Het larghetto dient als antwoord op/uitdieping van het passacaglia.
Op 20  augustus 1996 werd het passacaglia uitgevoerd in het kader van een muziekfestival in Luzern. Rudolf Baumgarten gaf toen leiding aan het plaatselijk strijkorkest. Een jaar later voerde dezelfde combinatie de twee delen als geheel uit. Serenade is geschreven in het behoudende klankidioom, dat Penderecki op latere leeftijd ontwikkelde.    